# Абу Зайян III
Абу Зайян III Ахмад ибн Абу Мухаммад Абдалла, или Абу Зайян III (ум. 1550) ― двадцать седьмой правитель Тлемсена из династии Абдальвадидов (1540—1543, 1544—1550).

## Биография
Эмир Тлемсена Абу Му II умер в 1540 году и оставил двоих детей, Абу Абдаллу Мухаммада и Абу Зайяна Ахмада. Первый из них был возведён на трон под именем Абу Абдаллы VI, но влиятельные марабуты и шейхи, стремившиеся к союзу с Османской империей, оказались на стороне Абу Зайяна. Они свергли Абу Абдаллу и провозгласили Абу Зайяна эмиром. Свергнутый эмир бежал в Оран, где договорился с испанским губернатором графом Алькаудете о возобновлении вассальной присяге в обмен на восстановление на престоле.
21 октября 1541 года испанский флот под командованием самого Карла V прибыл в Алжир, через два дня солдаты высадились на берег. Император осадил город, и офицеры были уверены в его падении уже на следующий день. Однако в ночь с 26 на 27 октября яростный шторм уничтожил большую часть флота. Хасан Ага, исполнявший обязанности губернатора в отсутствие Хайра ад-Дина Барбароссы, воспользовался замешательством в рядах испанских солдат и вынудил их покинуть свои позиции. Через несколько дней испанцы погрузились на оставшиеся корабли и снова отправились в путь, лишь половина флота и солдат вернулась домой.
Губернатор Орана довёл до сведения короля договор с Абу Абдаллой, и Карл V дал согласие на сухопутную операцию. Тысяча солдат гарнизона и 400 арабов были отправлены в направлении Тлемсена под командованием Альфонсо де Мартинеса (январь 1543). Абу Абдалла VI заверил, что многие сторонники присоединятся к нему по пути, но ошибся: союз с христианами уничтожил его авторитет среди населения. В итоге малочисленная армия Абу Абдаллы столкнулась в армией Тлемсена, превосходившей её в 10 раз по числу. Испанцы были перебиты, и немногие, кто смог убежать, принесли в Оран новость о разгроме. Карл V, узнав о поражении, отправил ещё одну армию, которая прибыла в Оран, и 27 января граф Алькаудете выступил с силой из 14 000 пехотинцев и 500 всадников на Тлемсен. В трёхчасовом сражении у стен города испанцы добились перевеса. Абу Зайян III не захотел терпеть осаду и отступил в пустыню Ангад. Испанцы вступили в город и начали грабежи, хотя их командиры обещали горожанам неприкосновенность. Абу Абдалл VI был восстановлен на троне. По прошествии 40 дней отдыха испанские войска отправились на поимку Абу Зайяна III. Возле Мулуи он был разбит, но смог бежать.
За короткое время Абу Зайян смог собрать новую армию, пользуясь тем, что к нему стали стекаться все недовольные зависимостью Абу Абдаллы от христиан. Вскоре Абу Зайян выступил к Тлемсену с армией и осадил город. Абу Абдалла вышел из города с войском и опрокинул солдат Абу Зайяна, после чего начал преследование. В это время знать города устроила переворот, и, когда Абу Абдалла вернулся к Тлемсену, никто не открыл ему ворота (декабрь 1543). Оставшись без сторонников, Абу Абдалла был вынужден бежать к Орану, а Абу Зайяна III жители пригласили в город (январь 1544 года).
Между тем, Хайр ад-Дин-Барбаросса вёл переговоры с османским султаном о вассальной клятве, что обусловило скорую утрату Тлемсеном самостоятельности. Абу Зайян III правил спокойно до своей смерти в 1550 году. Владения Абдальвадидов к этому времени уже были сильно уменьшены, так как побережье между Мостаганемом и рекой Тафна находилось в руках Испании, а внутренние районы до Милианы и Шелиффа находились в прямой зависимости от османов. Его преемником стал брат Аль Хассан бен Абу Му.